# Apoteket Svanen (Stockholm)

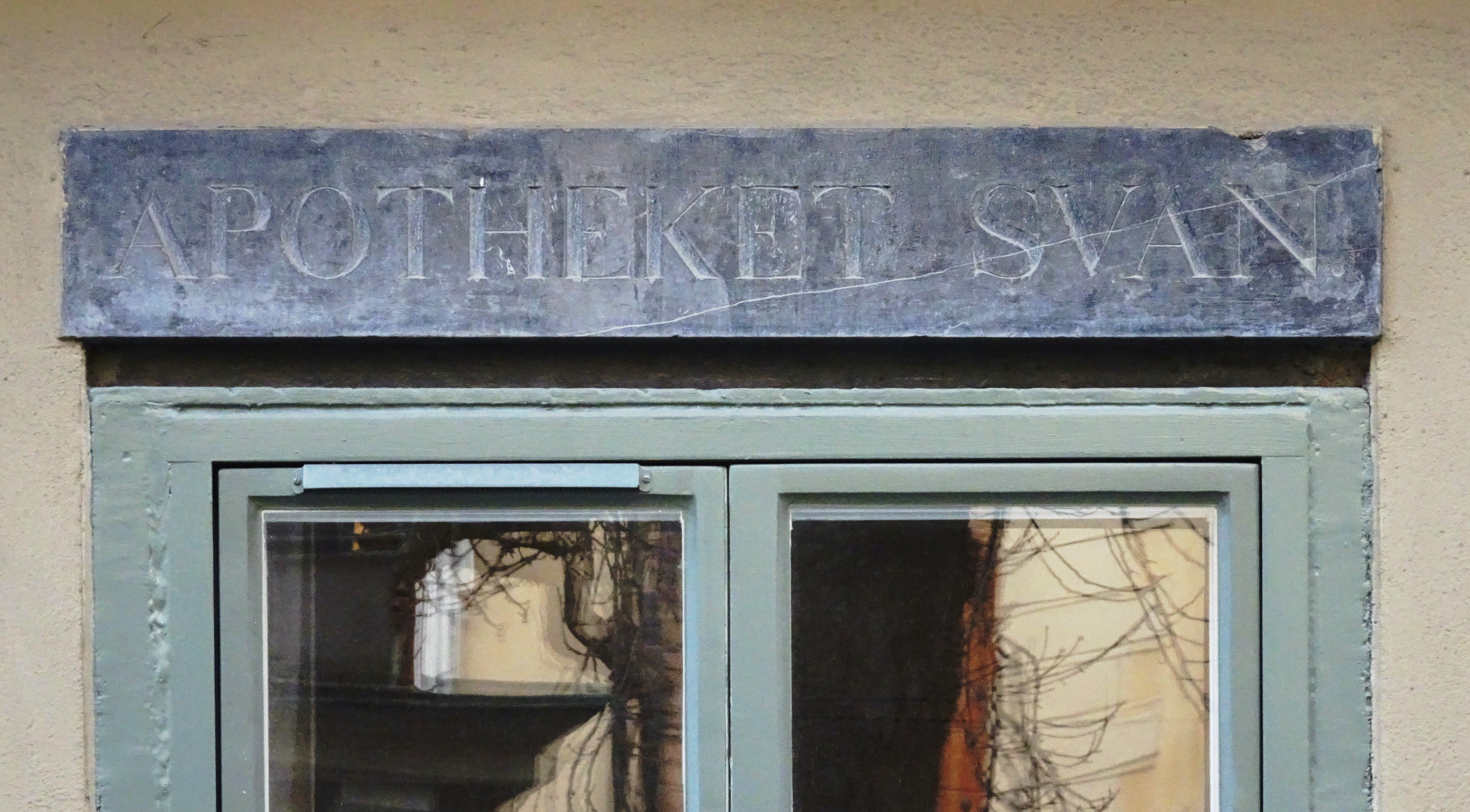
Apoteket Svanens skylt vid Svartmangatan 18 finns fortfarande kvar.

Apoteket Svanen var ursprungligen ett hovapotek vid Svartmangatan 18 i Gamla stan, Stockholm. Apoteket inrättades där år 1650 och flyttades några gånger.  Den nuvarande adressen är Kungsgatan 15, men dagens Svanen har inte mycket med det ursprungliga apoteket gemensamt.

## Historik

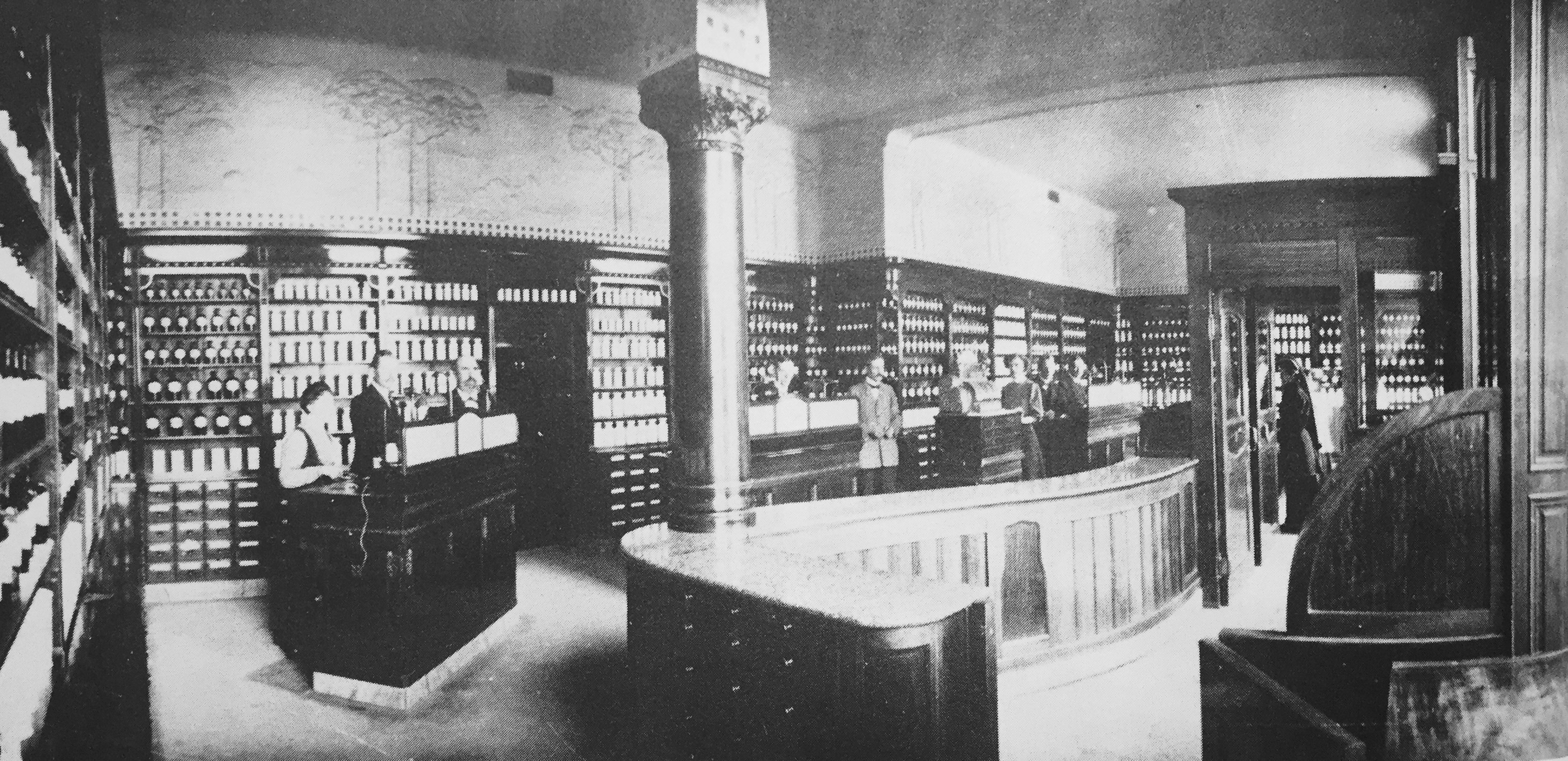
Officin i början av 1900-talet.

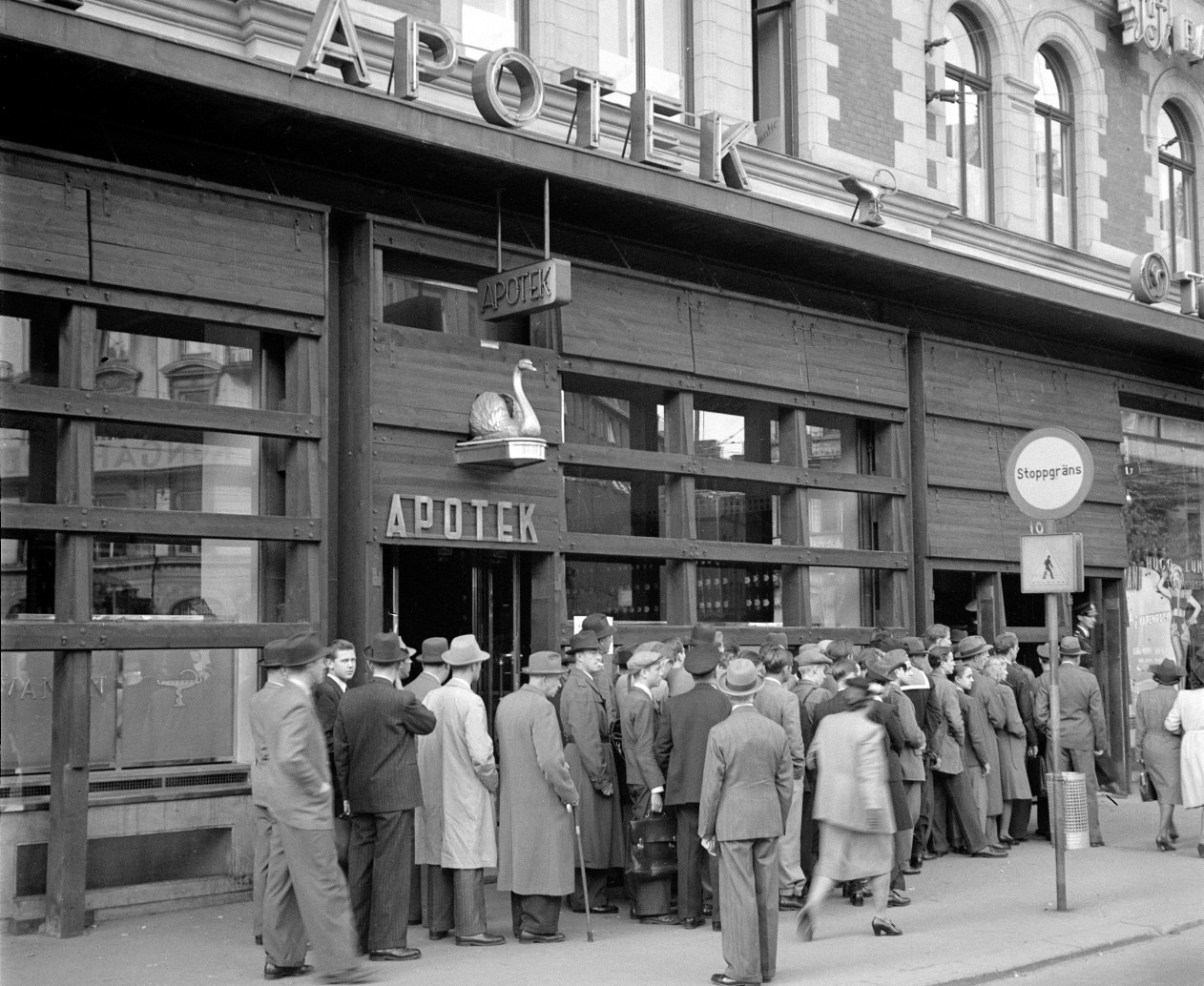
Svanen vid Stureplan 19. Den långa kön går till tobaksbutiken bredvid, 1943.

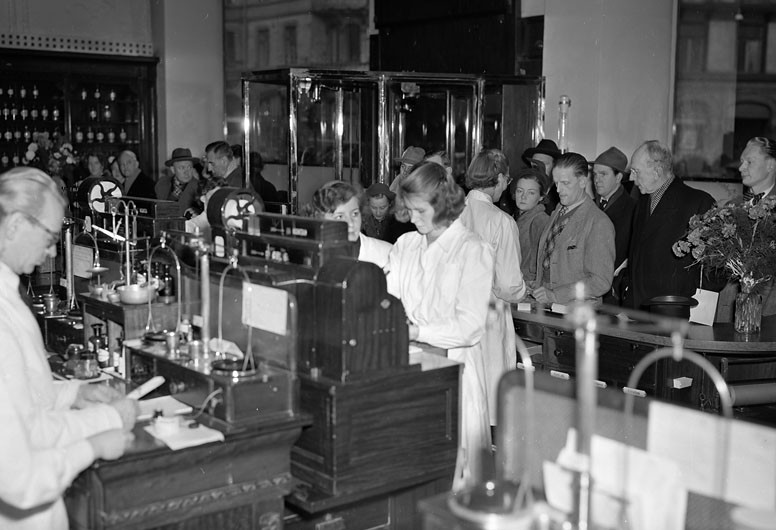
Svanen firar 300-årsjubileum, 1950.

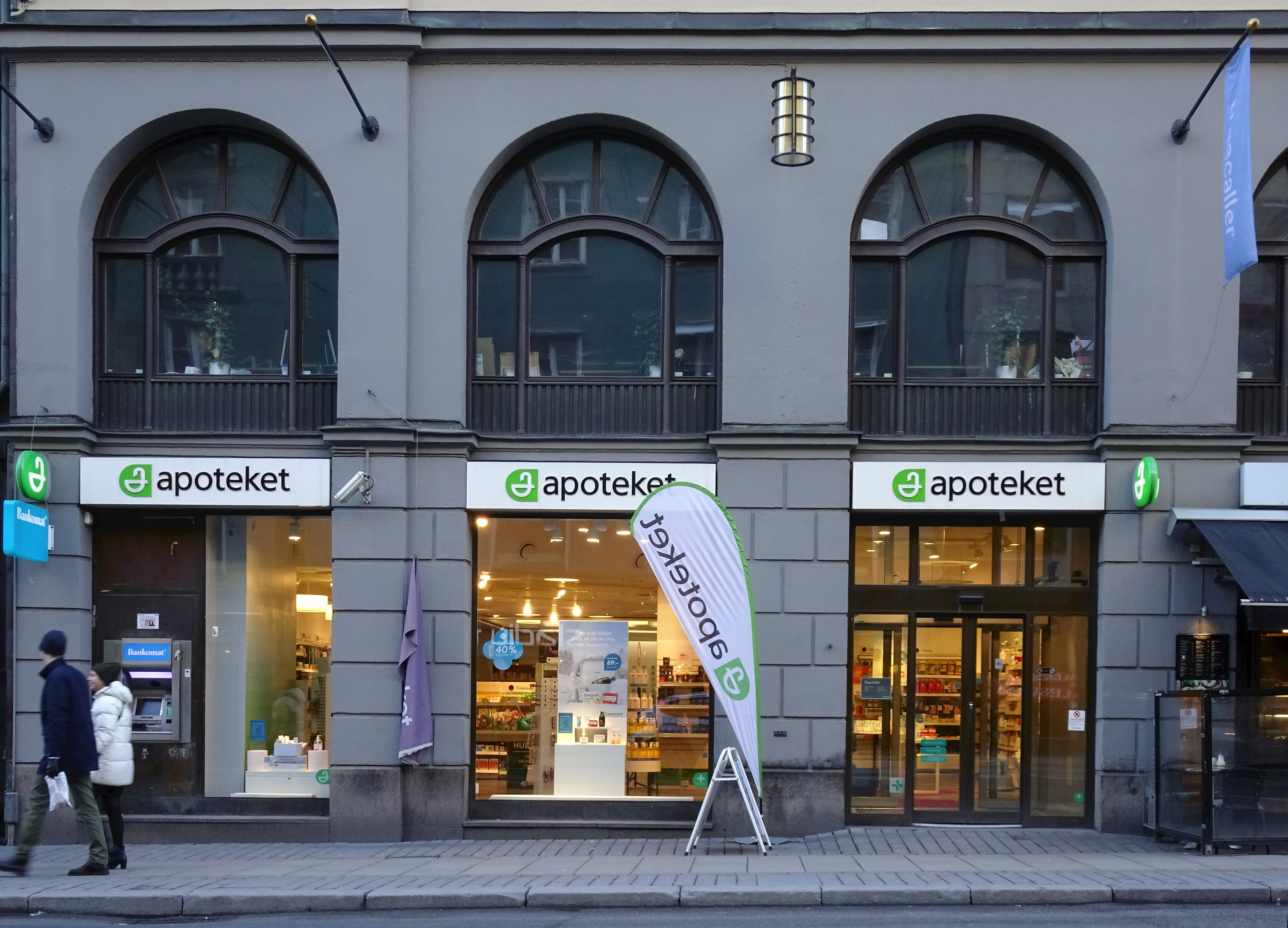
Apoteket Svanen, Kungsgatan 15, 2016.

Apoteket Svanen inrättades  1650 av den tyske apotekaren Caspar Scheps (eller Schöps) sedan han av drottning Kristina erhållit privilegiet att ”anlägga ett apotek i staden inom broarne” (Gamla Stan). Scheps hade tidigare varit ägare till slottsapotek i Glückstadt. 1650 ansökte han hos drottningen att, tillsammans med svärmor och svägerskor, få flytta till Sverige och Stockholm och där öppna ett apotek. Det fick han och i kvarteret Cygnus vid Tyska brunnsplan etablerade han den 30 april 1650 sitt apotek som han kallade Svanen. Caspar Scheps utnämndes 1654 till hovapotekare hos kung Karl X Gustav, samma år dog han i en olyckshändelse.
Rörelsen övertogs 1656 av hovapotekaren Samuel Ziervogel d.ä., som gifte sig med Scheps änka, Brigitta Rothlöben, och blev därigenom ägare till Svanen. Apoteket stannade sedan under flera generationer inom familjen Ziervogel. När huset i kvarteret Cygnus revs flyttade apoteket till närbelägna kvarteret Juno, Svartmangatan 18. På huset finns fortfarande en svart stentavla med texten ”Apoteket Svan”. Bland ägarna efter släkten Ziervogel märks Carl Göransson som innehade apoteket mellan 1805 och 1831 och var Apotekarsocietetens ordförande 1821–1828.
I april 1878 blev apotekare Johan Axel Georg Murray (1841–1914) ny ägare under förutsättning att han inom tre år flyttade verksamheten till Jakobs församling, vilket skedde den 24 december samma år då ”Nya Svanen” öppnade vid Regeringsgatan 63. Här låg det kvar i trettio år. 1907/08 flyttade Murray sitt apotek till Stureplan 19 och drev där verksamheten fram till sin död 1914. 
I samband med flytten till Stureplan förnyades apoteks officin efter ritningar av arkitekt Hugo Rahm, som hade specialiserat sig på att gestalta apoteksinredningar. Officinen var utförd i jugendstil av mörkröd mahogny och bestod upptill av hyllfack med sniderier och nedtill av lådfack och skåp på sockel av marmor. Ovanför hyllinredningen löpte en bred stucklist föreställande landskap med träd, vatten och svanar. Mellan 1915 och 1930 drevs Svanen av apotekaren Knut Sjöberg, som innan dess innehade Apoteket Leoparden.
Under mitten av 1900-talet var Svanen ett av de största apoteken för allmänheten i Stockholm. 1989 slogs Apoteket Svanen samman med Vita Björnen och flyttade (med namnet Vita Björn) till Sturegallerian. Först 2006 återuppstod apoteksnamnet ”Svanen” igen i Stockholm. Dagens Svanen ligger vid Kungsgatan 15.

## Ägarlängd
- Casper Schöps (1650–1654)
- Samuel Ziervogel d.ä. (1654–1672)
- Julius Fredrik Friedenreich (1672–1691)
- Samuel Ziervogel d.y. (1710–1724)
- Aegidius Ziervogel (1724–1741)
- Fredrik Ziervogel  (1751–1774)
- Fredrik David Görges (1774–1805)
- Carl Göransson (1805–1831)
- Carl Olof Utterström (1831–1860)
- Jean Jaques Braconier (1860–1878)
- John Axel Murray (1878–1914)
- Knut Magnus Sjöberg (1915–1930)
- Stellan Gullström (1930–1940)
- Arnold O. Wilund (1953–1970).